# Serra de Cava
La Serra de Cava és una serra situada al municipi de Cava a la comarca de l'Alt Urgell, amb una elevació màxima de 1.611 metres.